# Jerzy Andziak
Jerzy Andziak (* 16. Mai 1928 oder 25. Mai 1926 in Busko-Zdrój; † 6. Dezember 1949 in Hameln) war ein polnischer KZ-Häftling und Mörder. Er war die letzte in Niedersachsen hingerichtete Person.

## Leben
Andziak verlor seinen Vater bereits in Kinderjahren. Seine Mutter betrieb in Busko-Zdroj ein Textilgeschäft. Nach dem deutschen Überfall auf Polen wurde er 1942 zunächst in ein Lager in Lodz, dann in das niederschlesische KZ Groß-Rosen gebracht. Dort musste er als Arbeitshäftling im Steinbruch arbeiten. Andziak wurde als Häftling in das KZ Buchenwald in das Außenlager KZ Mittelbau-Dora überstellt, wo er in den unterirdischen Raketenmontage arbeiten musste. Gegen Kriegsende wurde er in das KZ Bergen-Belsen verlegt. Dort erlebte er im April 1945 die Befreiung durch die britische Armee. In einem Lager für Displaced Persons in Bad Fallingbostel gründete er eine Familie. Die Tochter wurde in Peine geboren. Am 28. Juli 1948 verübte er mit anderen Kriminellen auf einer Hofanlage bei Bockholt bei Uelzen einen Einbruch. Er wurde jedoch durch einen Polizisten gestellt. Andziak führte eine Handfeuerwaffe bei sich. Als der Polizeibeamte ihn zu entwaffnen versuchte, kam es zu einem Schuss aus der Waffe Andziaks und der Polizeibeamte wurde getötet. Der High Court Braunschweig verurteilte Andziak am 23. Juli 1949 wegen Mordes zum Tode.  Er wurde am 6. Dezember 1949 im Gefängnis Hameln von Albert Pierrepoint gehängt. Er ist anonym auf dem Friedhof Am Wehl bestattet worden. Dort liegen auch die Gräber zahlreicher hingerichteter KZ-Aufseher aus Bergen-Belsen. Die Displaced Persons unterstanden der Besatzungsgerichtsbarkeit, sodass das Todesstrafenverbot (Art. 102) des Grundgesetzes, das am 23. Mai 1949 in Kraft trat, nicht zur Geltung kam.